# 2023 في النمسا
الأحداث في سنة 2023 في النمسا.

## شاغلي المناصب
- الرئيس : ألكسندر فان دير بيلين
- المستشار : كارل نيهامر

### المحافظون
- بورغنلاند: هانز بيتر دوسكوزيل
- كارينثيا: بيتر كايزر
- النمسا السفلى: جوانا ميكل لايتنر
- سالزبورغ: ويلفريد هاسلاور جونيور
- ستيريا: كريستوفر دريكسلر
- تيرول: أنطون ماتل
- النمسا العليا: توماس ستيلزر
- فيينا: ميخائيل لودفيغ
- فورارلبرغ: ماركوس فالنر

## الأحداث
- 10 يناير - برأت المحكمة الجنائية في فيينا زعيم حزب الحرية النمساوي السابق هاينز كريستيان شتراخه, مشيرة إلى عدم وجود أدلة.[1][2]
- 29 يناير 2023 - انتخابات ولاية النمسا السفلى  [لغات أخرى]‏: يظل حزب الشعب النمساوي الحالي (ÖVP) هو الأقوى بنسبة تقل قليلاً عن 40٪, وهي أضعف نتيجة للحزب في النمسا السفلى حتى الآن.
- 5 فبراير – الانهيارات الجليدية تقتل ثمانية سياح عبر جبال الألب النمساوية.[3]
- 5 مارس 2023 - انتخابات ولاية كارينثيا  [لغات أخرى]‏: الحزب الديمقراطي الاجتماعي النمساوي (SPÖ) يخسر 9% من الأصوات لكنه يظل الحزب الأقوى بنحو 39% من الأصوات.
- 17 مارس - في النمسا السفلى, يشكل حزب الشعب النمساوي ائتلافًا مع حزب الحرية النمساوي.
- 30 مارس - انسحب نواب من حزب الحرية اليميني النمساوي من مجلس النواب في البرلمان النمساوي أثناء خطاب للرئيس الأوكراني فولوديمير زيلينسكي, احتجاجًا على انتهاك مبدأ الحياد الوطني النمساوي.[4]
- 31 مارس - في كارينثيا, يجدد الحزب الاشتراكي النمساوي ائتلافه مع حزب الشعب النمساوي.
- 23 أبريل 2023 - انتخابات ولاية سالزبورغ  [لغات أخرى]‏ : بعد الانتخابات, تم الاتفاق على تشكيل ائتلاف بين حزب الشعب النمساوي وحزب الحرية النمساوي, وهو الأول من نوعه في سالزبورغ.
- 24 أبريل – 3 يونيو 2023 انتخابات قيادة الحزب الديمقراطي الاجتماعي النمساوي  [لغات أخرى]‏ : تقدم هانز بيتر دوسكوزيل  [لغات أخرى]‏ في البداية في التصويت غير الملزم للأعضاء, ولكن تم انتخاب أندرياس بابلر رسميًا كرئيس جديد خلال مؤتمر الحزب في لينز في 3 يونيو.
- 30 مايو - مقتل ثلاثة أشخاص خلال حريق في مستشفى في مودلينج.[5]
- 30 يونيو - صحيفة فينر تسايتونج  [لغات أخرى]‏, إحدى أقدم الصحف التي لا تزال تُنشر في العالم, تتوقف عن الطباعة اليومية بعد 320 عامًا (1703).[6][7]
- ١٢ سبتمبر - في حديقة حيوانات سالزبورغ  [لغات أخرى]‏, قُتل حارس حديقة حيوانات وأصيب آخر على يد وحيد قرن في حظيرته. لا تزال حديقة الحيوانات مغلقة.[8]
- 11 أكتوبر/تشرين الأول - أعلنت الشرطة في فيينا أنها حظرت احتجاجًا مؤيدًا للفلسطينيين بسبب الإشارة إلى عبارة " من النهر إلى البحر " في الدعوات ووصف الاحتجاج بأنه دعوة للعنف.[9]
- 3 نوفمبر - تحطمت طائرة صغيرة كانت في طريقها من زغرب، كرواتيا, أثناء اقترابها من سالزبورغ, مما أسفر عن مقتل أربعة أشخاص.[10]
- 13 نوفمبر - أعلنت وزيرة العدل  [لغات أخرى]‏ ألما زاديتش  [لغات أخرى]‏ عن تخصيص 33 مليون يورو (حوالي 35 مليون دولار أمريكي) لتعويض ما يقرب من 11 ألف شخص من مجتمع المثليين والمتحولين جنسياً المتضررين من القوانين التمييزية التاريخية في البلاد.[11]

## الرياضة

### مجدولة
- الدوري النمساوي لكرة القدم 2022–23  [لغات أخرى]‏[12]
- كأس النمسا 2022–23  [لغات أخرى]‏[13]
- جائزة النمسا الكبرى
- بطولة ACCR للفورمولا 4 لعام 2023[14]

## حالات الوفاة

### يناير
- 6 يناير
  - إرنست غريسمان  [لغات أخرى]‏, 88, مذيع إذاعي وصحفي وممثل (و. 1934)
  - كارل فايفر, 94 عامًا, صحفي (مواليد 1928)
- 7 يناير – والتر إنتمان  [لغات أخرى]‏, 78 عامًا, رجل أعمال وسياسي (مواليد 1944)
- 10 يناير – تراودل هيشر  [لغات أخرى]‏, 79 عامًا, متسابقة كأس العالم في التزلج على جبال الألب وحائزة على الميدالية الأولمبية (مواليد 1943)
- 17 يناير – ريتشارد أوسترايشر  [لغات أخرى]‏, 90 عامًا, قائد أوركسترا وعازف موسيقى الجاز (مواليد 1930)
- 18 يناير
  - ميليتا موزيلي  [لغات أخرى]‏, 95 عامًا, مغنية أوبرا (مواليد 1927)
  - ليوبولد بوتيسيل, 89 عامًا, ملاكم (مواليد 1933)
- 19 يناير – نوربرت ساتلر  [لغات أخرى]‏, 71 عامًا, لاعب قوارب الكاياك والتزلج على الماء (مواليد 1951)
- 21 يناير
  - كورت شنايدر, 90 عامًا, راكب دراجات (مواليد 1932)
  - فريدريش فايسنشتاينر  [لغات أخرى]‏, 95, مؤرخ وكاتب (و. 1927)
- 27 يناير – مارتن بورتشر  [لغات أخرى]‏, 94 عامًا, سياسي (مواليد 1928)

### نوفمبر
1 نوفمبر – جريجور هاميرل ‏, 81 عامًا, سياسي, رئيس المجلس الاتحادي النمساوي السابق (مواليد 1942)